# Podocarpus pilgeri
Podocarpus pilgeri är en barrträdart som beskrevs av Foxw. Podocarpus pilgeri ingår i släktet Podocarpus och familjen Podocarpaceae. IUCN kategoriserar arten globalt som livskraftig. Inga underarter finns listade i Catalogue of Life.